# SNOBOL
SNOBOL (abréviation de StriNg Oriented symBOlic Language) est un langage de programmation basé sur le traitement des chaînes de caractères. Il a été défini entre 1960 et 1962 dans les Laboratoires Bell. Il est resté confidentiel jusqu'à sa version 4 (SNOBOL4), qui a connu la célébrité grâce à son algorithme de filtrage par motif très puissant ; par contre sa syntaxe était très liée à la technologie des cartes perforées, et un programme en SNOBOL était illisible une fois écrit. 
Il a fortement influencé Unix à sa naissance, et ses descendants sont sed, awk et donc Perl. 
SPITBOL (abréviation de SPeedy ImplemenTation of snoBOL) est la version compilable de SNOBOL apparue en 1971 pour les machines DEC.
ICON, un langage plus proche des langages procéduraux classiques, a été conçu pour succéder à SNOBOL4.